# Acetato di alluminio
Con il nome generico di acetato di alluminio possono essere indicati i seguenti composti:
- Triacetato di alluminio - organometallo di formula Al(CH3COO)3
- Diacetato di alluminio - organometallo di formula Al(CH3COO)2OH
- Monoacetato di alluminio - organometallo di formula Al(CH3COO)(OH)2

In soluzione acquosa, l'idrolisi del triacetato di alluminio forma una miscela delle altre due forme. Tutte le soluzioni di tutti e tre possono essere denominate "acetato di alluminio", in quanto le specie formate coesistono e si interconvertono in equilibrio chimico:
{\displaystyle {\ce {2Al(CH3COO)3 +3H2O <=> Al(CH3COO)(OH)2 + Al(CH3COO)2OH}}}